# نادي بترولول بلويشتي
نادي بترولول بلويشتي لكرة القدم (بالرومانية: Fotbal Club Petrolul Ploiești) هو نادي كرة قدم روماني من مدينة بلويشتي في مقاطعة براهوفا الرومانية. ويلعب حالياً في دوري الدرجة الأولى.
تم تأسيس النادي في عام 1924 تحت مسمى يوفنتوس بوخارست، بعد دمج تريومف بوخارست ورومكوميت بوخارست.

## روابط خارجية
- الموقع الرسمي